# Josef Meissner
Josef Meissner (Praga, 31 de outubro de 1893 - data de falecimento desconhecida) foi um futebolista e treinador checo.

## Carreira
Josef Meissner convocou e comandou o elenco da Seleção Checoslovaca de Futebol, na Copa de 38. 